# Sarmatina
Sarmatina is een geslacht van uitgestorven kreeftachtigen uit de klasse van de Ostracoda (mosselkreeftjes).

## Soort
- Sarmatina fragilis (Stancheva, 1963) Stancheva, 1990 †